# Japan Football League 2010
Die Japan Football League 2010 war die zwölfte Spielzeit der japanischen Japan Football League. An ihr nahmen achtzehn Vereine teil. Die Saison begann am 14. März und endete am 28. November 2010.
Das außerordentliche J.-League-Mitglied Gainare Tottori gewann die Meisterschaft und stieg in die J. League Division 2 2011 auf. Ryūtsū Keizai University FC stieg als Tabellenletzter direkt in die Regionalligen ab, der Tabellenvorletzte Arte Takasaki konnte dagegen seinen Platz in der Relegation gegen Sanyo Electric Sumoto SC behaupten.
Erstmals wurde zudem mit FC Machida Zelvia ein Außerordentliches Mitglied nicht zum Aufstieg in die J. League zugelassen, obwohl es die sportlichen Kriterien erfüllte. Dem Verein aus der Präfektur Tokio wurde die zu dieser Zeit unzureichende Ausstattung des heimischen Machida Municipal Athletic Stadium zum Verhängnis.

## Modus
Die Vereine trugen ein einfaches Doppelrundenturnier aus. Für einen Sieg gab es drei Punkte; bei einem Unentschieden erhielt jede Mannschaft einen Zähler. Die Tabelle wurde also nach den folgenden Kriterien erstellt:
1. Anzahl der erzielten Punkte
2. Tordifferenz
3. Erzielte Tore
4. Ergebnisse der Spiele untereinander
5. Entscheidungsspiel oder Münzwurf

Für den Aufstieg in die J. League Division 2 2011 kamen nur Vereine in Frage, welche die Außerordentliche Mitgliedschaft der J. League besaßen, am Ende der Saison innerhalb der ersten Vier der Tabelle abschlossen und einer finalen Überprüfung durch die J. League standhielten.
Die beiden schlechtesten Mannschaften sollten ursprünglich direkt in die Regionalligen absteigen, zudem waren für den Sechzehnten Relegationsspiele gegen den Drittplatzierten der Regionalligen-Finalrunde vorgesehen. Durch den Aufstieg von Gainare Tottori in die J. League stieg jedoch nur der Tabellenletzte direkt ab und der Vorletzte nahm an den Relegationsspielen teil.

## Teilnehmer
Insgesamt nahmen achtzehn Mannschaften an der Saison teil. Nicht mehr dabei war der Aufsteiger in die J. League Division 2 2010, New Wave Kitakyūshū, sowie die beiden Absteiger FC Kariya und Mitsubishi Motors Mizushima FC. Die Mannschaft aus Mizushima zog sich hierbei aus finanziellen Gründen in die oberste Liga der Präfektur Okayama zurück, das JFL-Gründungsmitglied FC Kariya hingegen scheiterte in der Relegation am Drittplatzierten der Regionalligen-Finalrunde 2009, Zweigen Kanazawa. Neben Kanazawa stiegen zudem der Meister und der Vizemeister der Regionalligen-Finalrunde, Matsumoto Yamaga FC und Tochigi Uva FC, direkt auf.
Vor Beginn dieser Saison erhielten der Aufsteiger aus Matsumoto zudem den Status eines außerordentlichen J.-League-Mitglieds. Die Anzahl der außerordentlichen Mitglieder in der Liga verharrte somit bei insgesamt vier Mannschaften, wobei Gainare Tottori, FC Machida Zelvia und V-Varen Nagasaki die anderen Vereine mit diesem Status waren.
Zudem veränderte ein Verein vor Beginn der Saison seine Strukturen und wandelte sich von einer Firmenmannschaft in einen klassischen Verein um, aus TDK SC wurde Blaublitz Akita.
| Verein                      | Stadt/Region        | Bemerkungen                                        |
| --------------------------- | ------------------- | -------------------------------------------------- |
| Arte Takasaki               | Takasaki, Gunma     |                                                    |
| Blaublitz Akita             | Nikaho, Akita       |                                                    |
| Gainare Tottori             | Yonago, Tottori     |                                                    |
| Honda FC                    | Hamamatsu, Shizuoka |                                                    |
| Honda Lock SC               | Miyazaki, Miyazaki  |                                                    |
| JEF Reserves                | Chiba, Chiba        |                                                    |
| FC Machida Zelvia           | Machida, Tokio      |                                                    |
| Matsumoto Yamaga FC         | Matsumoto, Nagano   | Gewinner der Regionalligen-Finalrunde 2009         |
| MIO Biwako Kusatsu          | Kusatsu, Shiga      |                                                    |
| FC Ryūkyū                   | Okinawa, Okinawa    |                                                    |
| Ryūtsū Keizai University FC | Ryūgasaki, Ibaraki  |                                                    |
| Sagawa Printing SC          | Mukō, Kyōto         |                                                    |
| Sagawa Shiga FC             | Moriyama, Shiga     |                                                    |
| Sony Sendai FC              | Tagajō, Miyagi      |                                                    |
| Tochigi Uva FC              | Tochigi, Tochigi    | Zweitplatzierter der Regionalligen-Finalrunde 2009 |
| V-Varen Nagasaki            | Nagasaki, Nagasaki  |                                                    |
| Yokogawa Musashino FC       | Musashino, Tokio    |                                                    |
| Zweigen Kanazawa            | Kanazawa, Ishikawa  | Drittplatzierter der Regionalligen-Finalrunde 2009 |

## Statistik

### Tabelle
| Pl.                    | Verein                      | Sp. | S  | U  | N  | Tore    | Diff. | Punkte |
| ---------------------- | --------------------------- | --- | -- | -- | -- | ------- | ----- | ------ |
| 1.                     | Gainare Tottori             | 34  | 24 | 5  | 5  | 064:310 | +33   | 77     |
| 2.                     | Sagawa Shiga FC             | 34  | 17 | 11 | 6  | 069:350 | +34   | 62     |
| 3.                     | FC Machida Zelvia           | 34  | 19 | 4  | 11 | 071:440 | +27   | 61     |
| 4.                     | Honda FC                    | 34  | 18 | 5  | 11 | 052:430 | +9    | 59     |
| 5.                     | V-Varen Nagasaki            | 34  | 15 | 8  | 11 | 050:380 | +12   | 53     |
| 6.                     | Sagawa Printing SC          | 34  | 15 | 8  | 11 | 054:460 | +8    | 53     |
| 7.                     | Matsumoto Yamaga FC (N)     | 34  | 15 | 7  | 12 | 048:410 | +7    | 52     |
| 8.                     | Blaublitz Akita             | 34  | 14 | 9  | 11 | 054:410 | +13   | 51     |
| 9.                     | Zweigen Kanazawa (N)        | 34  | 14 | 8  | 12 | 046:410 | +5    | 50     |
| 10.                    | FC Ryūkyū                   | 34  | 14 | 6  | 14 | 051:510 | ±0    | 48     |
| 11.                    | MIO Biwako Kusatsu          | 34  | 13 | 7  | 14 | 051:560 | −5    | 46     |
| 12.                    | Yokogawa Musashino FC       | 34  | 12 | 8  | 14 | 034:380 | −4    | 44     |
| 13.                    | Honda Lock SC               | 34  | 10 | 12 | 12 | 036:390 | −3    | 42     |
| 14.                    | Sony Sendai FC              | 34  | 11 | 9  | 14 | 034:420 | −8    | 42     |
| 15.                    | Tochigi Uva FC (N)          | 34  | 7  | 10 | 17 | 041:750 | −34   | 31     |
| 16.                    | JEF Reserves                | 34  | 7  | 9  | 18 | 031:550 | −24   | 30     |
| 17.                    | Arte Takasaki               | 34  | 7  | 8  | 19 | 028:510 | −23   | 29     |
| 18.                    | Ryūtsū Keizai University FC | 34  | 5  | 4  | 25 | 033:800 | −47   | 19     |
| Stand: Ende der Saison |                             |     |    |    |    |         |       |        |

Aufstiegsberechtigte Vereine: Gainare Tottori, FC Machida Zelvia, Matsumoto Yamaga FC, V-Varen Nagasaki
| (N) | Aufsteiger aus der Regionalliga 2009: Matsumoto Yamaga FC, Tochigi Uva FC, Zweigen Kanazawa |

### Relegation
Nach Ende der Saison fanden kurz vor dem Jahreswechsel die Relegationsspiele zwischen einem Teilnehmer der Japan Football League und einer Mannschaft der Regionalliga-Finalrunde statt. Die ursprüngliche Planung sah vor, dass der Sechzehnte gegen den Finalrunden-Dritten antreten sollte; nach dem Aufstieg von Gainare Tottori in die J. League wurde der Sechzehnte JEF Reserves jedoch verschont und der eigentlich direkt abgestiegene Siebzehnte Arte Takasaki als JFL-Teilnehmer benannt. Als Gegner der Mannschaft aus der Präfektur Gunma qualifizierte sich Sanyo Electric Sumoto SC für die beiden Spiele.
Das Hinspiel in Sumoto endete mit einem klaren 3:0 für die klassenhöhere Mannschaft, sodass Takasaki im Rückspiel vor eigenem Publikum ein 1:1-Unentschieden zum Klassenverbleib reichte.
|                          | Gesamt |               | Hinspiel | Rückspiel |
| ------------------------ | ------ | ------------- | -------- | --------- |
| Sanyo Electric Sumoto SC | 1:4    | Arte Takasaki | 0:3      | 1:1       |